# 布万库尔昂韦尔芒杜瓦
布万库尔昂韦尔芒杜瓦（法語：Bouvincourt-en-Vermandois）是法国皮卡第大区索姆省的一个市镇，属于佩罗讷区佩罗讷县。该市镇2009年时的人口为151人。

## 人口
布万库尔昂韦尔芒杜瓦人口变化图示
| 数据来源：INSEE |